# Dani Martín
Daniel Martín García (Madrid, 19 de fevereiro de 1977) é um cantor e ator espanhol. É compositor, líder e vocalista do El Canto Del Loco, grupo musical de pop rock que atualmente se encontra em recesso por tempo indeterminado nos trabalhos.

## Biografia
Nasceu em Madrid em 19 de fevereiro de 1977. Desde pequeno gostava de imitar seus artistas favoritos na sala de casa com sua vizinha e amiga Aintzane Rebollo García, o que o levou a pensar em formar seu próprio grupo musical algum dia. Aos 14 anos, debutou na rede de televisão TVE, apresentando o programa musical Ponte Las Pilas. Começou a desenvolver seus estudos de arte dramática na prestigiosa escola de Cristina Rota, quem o felicitou com seus primeiros trabalhos como ator teatral e cômico. Mais tarde, Dani decidiria estudar em outra escola emblemática, a William Layton.
Depois de completar seus estudos, Dani Martín desenvolveu numerosos trabalhos como ator de cinema, entre os que se inclui seu papel de protagonista em Sirenas de Fernando León de Aranoa; Sin Vergüenza de Joaquin Oristell; Yo Soy La Juani de Bigas Lunas; entre outros. Também pode-se mencionar sua participação como ator teatral nas obras Historias En Blues e Cachorros; em séries de televisão, como Cuenta Atrás, Al Salir De Clase, Policías, Raquel Busca Su Sitio, Petra Delicado, Siete Vidas, Hospital Central e Los Hombres De Paco. Merece destaque também sua participação no filme Los Abrazos Rotos, dirigido por Pedro Almodóvar.
Desde de 2000, Dani Martín busca dividir seu compromissos de trabalho a frente do grupo de pop rock espanhol El Canto Del Loco, com incursões no cinema e televisão.
Entre  2007 e 2008 protagonizou uma série televisiva para a rede de televisão Cuatro chamado Cuenta Atrás, na qual interpreta o impulsivo chefe de polícia Pablo Corso. Após duas temporadas de exibição a rede Cuatro decidiu não renovar, devido a discrepâncias pela atuação de Martín.
Em setembro de 2009, El Canto Del Loco decidiu entrar em recesso no projeto musical do grupo para centrar-se em suas carreiras solo. Em 25 de agosto de 2010 Dani Martín publicou seu primeiro compacto solo 16 añitos, e em 26 de outubro de 2010 lançou no mercado seu primeiro disco solo, Pequeño. Em duas de suas canções ("Mi Lamento" e "El Cielo De Los Perros") ele faz menção à sua irmã falecida em 2009. Em 26 de outubro de 2010 ganhou, na premiação musical Los 40 Principales o prêmio de “melhor artista solo” e foi nomeado ao prêmio de melhor videoclipe pela canção “16 añitos”.